# 張經世
張經世（16世紀—1625年），字惟才，號翼明，陝西西安府渭南縣臨渭里人，明朝政治人物。

## 生平
十一月初八日生，治诗经。張經世是萬曆二十二年（1594年）甲午科鄉試第二十七名舉人，二十三年（1595年）聯捷進士，二十五年十二月獲授南京大理寺右評事，二十七年升南户部主事，二十八年管揚州鈔關，升本部湖廣司郎中。三十一年丁憂，服闋，調任河南知府，調停修理福王王府事宜，使人民安寧；事成後又協助鞏雒工稅三萬兩銀，上請免除陝西、河南協濟五萬銀，人民都感德他。
萬曆三十七年二月，張經世升任山東懷隆道副使，四十年八月升山西口北道按察使。四十五年九月起復山西按察使，未赴任。四十六年正月再起復山西按察使、易州道，十月考满，四十七年三月加升山西左布政使，照旧管事，七月廷推，再獲任命為宣府巡撫右佥都御史。
熹宗继位，泰昌元年十月陞添設兵部右侍郎，領兵前往遼東，天啓元年十月調職左侍郎。
天啟二年（1622年），兵部尚書孫承宗和鹿善繼、宋獻至遼東勘查，張經世署任兵部尚書印，再以兵部左侍郎協理京營戎政，陞任戶部尚書總督倉場，任內去世。

## 家族
曾祖张赞，乡饮宾。祖张文，父张子介，寿官。母薛氏，继母王氏。严侍下。娶孫氏。兒子張志博學能文，周濟宗族，早逝。